# Bram Kool

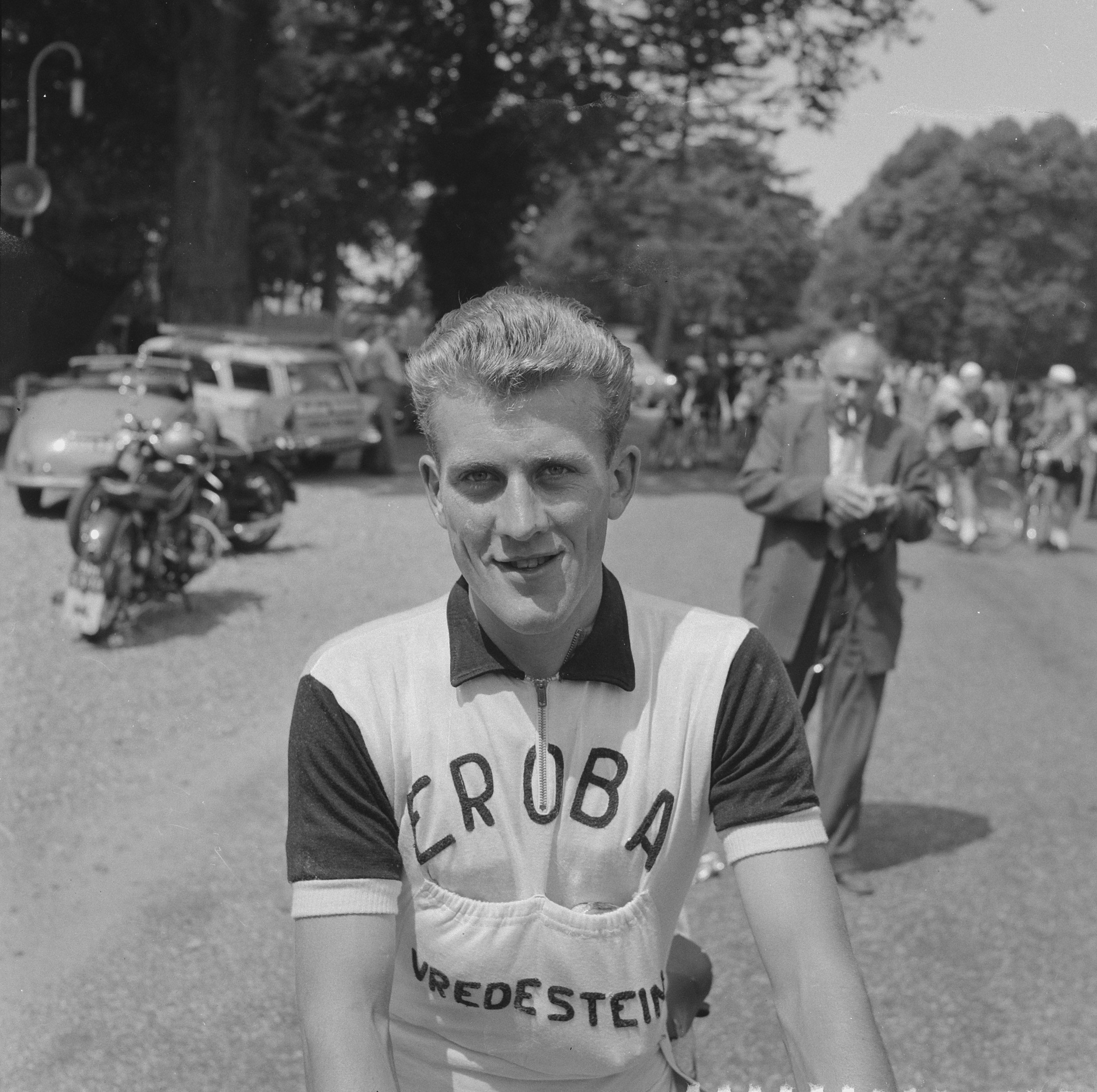
Bram Kool in der Tour de France 1959

Bram Kool (* 10. Juni 1937 in Rijswijk (Zuid-Holland); † 11. Juni 1990 in Bergschenhoek) war ein niederländischer Radrennfahrer.

## Sportliche Laufbahn
Als Amateur gewann er eine Halbetappe in der Polen-Rundfahrt 1958. 1959 siegte er in der Ronde van Gelderland und wurde Vize-Meister im Straßenrennen der Amateure hinter Dick Enthoven. 1960 konnte er eine Halbetappe der Holland-Rundfahrt für sich entscheiden. 1959 fuhr Kool die Tour de France, schied jedoch aus der Rundfahrt aus. Von 1958 bis 1961 war er Berufsfahrer.